# William Herschel

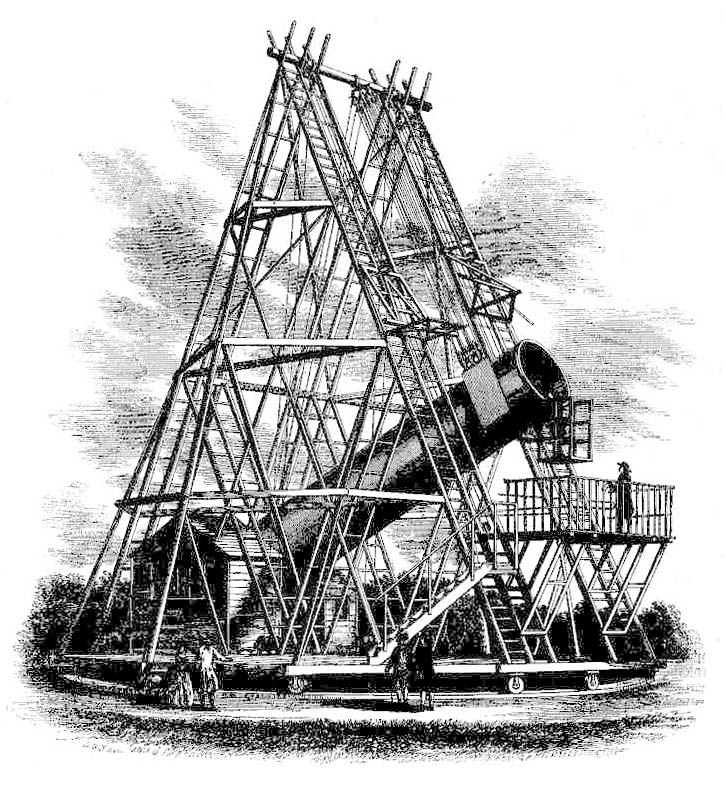
Teleskop Herschela

Frederick William Herschel, właściwie Friedrich Wilhelm Herschel (ur. 15 listopada 1738 w Hanowerze, zm. 25 sierpnia 1822 w Slough) – brytyjsko-niemiecki astronom, konstruktor teleskopów i kompozytor, znany z wielu odkryć astronomicznych, a szczególnie z odkrycia Urana. Laureat Medalu Copleya.

## Życiorys
Był synem Isaaka i Anny Herschelów. Ojciec, kapelmistrz gwardii hanowerskiej, zachęcał go do kariery muzycznej. Od najmłodszych lat uczył się gry na skrzypcach i oboju. W wieku 15 lat wstąpił do orkiestry pułku gwardii hanowerskiej, a w 1757 roku wyjechał z bratem do Anglii, gdzie pracował jako muzyk. Tam też w roku 1793 otrzymał obywatelstwo angielskie i przyjął imię William, którego odtąd używał jako jedynego. W 1766 roku wygrał konkurs na stanowisko organisty w Octagon Chapel w miejscowości Bath. Później został powołany na stanowisko dyrygenta. Stale rozczytywał się w zagadnieniach harmoniki, matematyki i filozofii.
Cały czas rozwijał swoje zainteresowania astronomiczne, a od 1773 roku zaczął kupować i konstruować teleskopy. Zbudował teleskop o średnicy 120 cm. Rozwinął własną produkcję teleskopów, najpierw tylko na własny użytek, a później również na sprzedaż. Nauczył się sam szlifować zwierciadła do teleskopów. Zbudował w ciągu życia 400 teleskopów, w tym największy wówczas na świecie teleskop o długości 40 stóp (12 metrów), ustawiony w miejscowości Slough, niedaleko Windsoru, którego używał sam do własnych obserwacji. W 1772 roku do Anglii przybyła jego siostra Caroline, która pomagała mu w pracach astronomicznych (samodzielnie odkryła 8 komet m.in. kometę Enckego). W 1774 sporządził 5-stopowy teleskop i wszystkie noce poświęcił na obserwacje nieba.
W nocy 13 marca 1781 roku, obserwując gwiazdy w gwiazdozbiorze Bliźniąt przy użyciu swego 16,5-centymetrowego teleskopu, znalazł obiekt o kształcie dysku, poruszający się niezwykle wolno na tle gwiazd. W tym czasie przekonanie o tym, że Układ Słoneczny kończy się na Saturnie, było tak silne, że William Herschel sądził przez pewien czas, iż znalazł nową kometę. Obserwował ją dzień po dniu jako jasną plamkę, poruszającą się powoli przez sklepienie niebieskie. Doniósł o swoich odkryciach Towarzystwu Filozoficznemu w Bath. Kiedy śledzony obiekt nie zaczął ciągnąć za sobą ogona, Herschel i współcześni mu uczeni powzięli podejrzenie, że jest to jednak planeta. Wreszcie, kiedy się okazało, że nowo odkryte ciało podlega, przynajmniej w przybliżeniu, prawom Keplera, zdano sobie sprawę, że musi to być planeta. W maju 1781 r. ogłoszono, że 42-letni amator astronomii odkrył nową planetę. Dla nowo odkrytego ciała proponowano wiele nazw, jak: Hypereronius (Nadsaturn), Minerwa oraz Herschel. Sam odkrywca proponował nazwę Georgium Sidus (Planeta Jerzego) – dla przypochlebienia się królowi Anglii, Jerzemu III, a także Hanower – dla uczczenia miejsca swego urodzenia. Astronomowie w końcu zgodzili się na nazwę Uran. Była to pierwsza nowa planeta odkryta od czasów starożytnych.
W grudniu 1781 został członkiem Royal Society. W roku 1782 król Jerzy III powołał go na stanowisko osobistego astronoma królewskiego oraz dał mu pensję roczną 200 funtów na dalsze badania.
W 1783 Herschel odkrył ruch własny Układu Słonecznego, zaś rok później (w 1784) stwierdził skończone rozmiary Galaktyki. Kontynuując badania nowo odkrytej planety w roku 1787 odkrył dwa księżyce Urana – Tytanię i Oberona.
Jego zaawansowane technicznie teleskopy umożliwiły mu odkrycie w 1789 roku szóstego i siódmego księżyca Saturna (Enceladus oraz Mimas) oraz obliczenie wysokości gór na Księżycu. Stworzył i wydał listę ponad 850 gwiazd podwójnych i wielokrotnych oraz opublikował trzy katalogi „mgławic” (w latach 1786, 1789 i 1802), których odkrył łącznie prawie 2500. W roku 1803 zaobserwował istnienie względnego ruchu gwiazd – składników układów podwójnych.
Najwięcej odkryć dokonał Herschel w dziedzinie astronomii gwiazd stałych. Ze swoich badań wyprowadził wiele ważnych wniosków, dotyczących budowy Wszechświata i kształtu Drogi Mlecznej.
Herschel jest także uważany za odkrywcę promieniowania podczerwonego. Badając temperaturę ciał nagrzanych przez promieniowanie słoneczne w różnych pasmach światła widzialnego rozszczepionego w pryzmacie zauważył, że najwyższe wskazania uzyskuje się dla termometrów ustawionych tuż za czerwonym krańcem widma słonecznego. To odkrycie opisał w roku 1800 w pracy Experiments on the refrangibility of the invisible rays of the Sun.
W 1816 otrzymał angielski tytuł szlachecki „Sir”. Pod koniec życia, w 1821 został pierwszym tytularnym prezydentem nowo utworzonego Towarzystwa Astronomicznego (późniejsze Królewskie Towarzystwo Astronomiczne).
Jest autorem przeszło 70 prac, drukowanych w Philosophical Transactions (1780–1818). Zbiór jego dzieł wydano jako Scientific Papers (Londyn, 1912, 2 tomy).
Jego jedyny syn, John Herschel, także został astronomem.

## Upamiętnienie
Na cześć Williama Herschela nazwano planetoidę (2000) Herschel, krater księżycowy Herschel oraz krater Herschel na Mimasie. Na cześć Williama i Johna Herschelów nazwano krater na Marsie.
14 maja 2009 roku Europejska Agencja Kosmiczna (ESA) wysłała na orbitę największy w historii badań kosmosu teleskop (zwierciadło o średnicy 3,5 metra), nazwany właśnie imieniem tego słynnego astronoma: Kosmiczne Obserwatorium Herschela.